# Wilhelm Szczepankiewicz

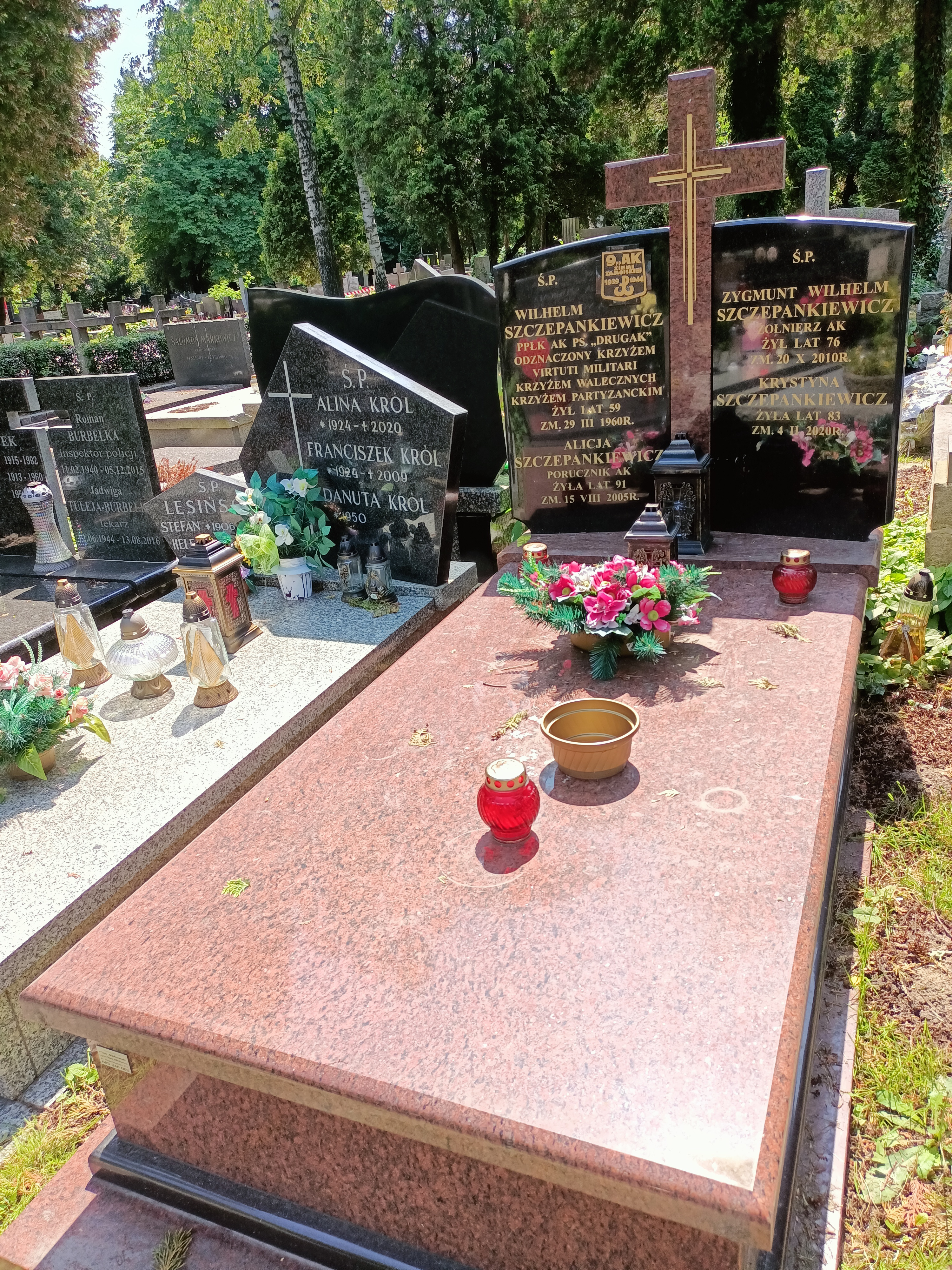
Grób Wilhelma Szczepankiewicza na Cmentarzu Wojskowym na Powązkach

Wilhelm Szczepankiewicz ps. „Drugak” (ur. 8 lutego 1901 w Złoczowie, zm. 20 marca 1960 w Warszawie) – oficer zawodowy Wojska Polskie, komendant Obwodu ZWZ-AK w Tomaszowie Lubelskim, komendant Okręgu WiN w Lublinie.
Urodził się w rodzinie urzędniczej. Syn Tadeusza i Marii zd. Warcholik. W 1918 r. zdał maturę w gimnazjum we Lwowie i wstąpił do Wojska Polskiego. W szeregach 26 pułku piechoty walczył w wojnie polsko-bolszewickiej. W 1921 ukończył Wielkopolską Szkołę Podchorążych w Bydgoszczy, otrzymując awans na podporucznika. Służył w pułkach piechoty w Gródku Jagiellońskim i Dubnie na Wołyniu. W 1936 r. przeniesiony do 2 pułku piechoty Legionów w Sandomierzu. We wrześniu 1939 r. z pułkiem tym odbył cały szlak bojowy. Uniknął niewoli. Ukrywał się w Stryju, a następnie przedostał się z radzieckiej do niemieckiej strefy okupacyjnej. Wstąpił do Związku Walki Zbrojnej. Został kombatantem Obwodu ZWZ-AK w Tomaszowie Lubelskim. Obwód ten był jednym z najaktywniejszych na Lubelszczyźnie. Podległe mu oddziały walczyły z Niemcami, przeciwstawiając się wysiedlaniu ludności polskiej z Zamojszczyzny. Atakowały także kolonie niemieckich osadników. Od 1944 r. aktywnie zwalczały ataki nacjonalistów ukraińskich z OUN-UPA na polskie wioski.
W lipcu 1944 r. Wilhelm Szczepankiewicz przystąpił ze swoim obwodem do akcji „Burza”.
W październiku tegoż roku został komendantem Inspektoratu Regionalnego AK w Radzyniu Podlaskim. Po rozwiązaniu AK aktywnie włączył się w tworzenie podziemnych struktur antykomunistycznych. W maju 1945 został komendantem Okręgu Delegatury Sił Zbrojnych w Lublinie. 1 czerwca 1945 r. awansowany do stopnia podpułkownika służby stałej. W październiku tegoż roku kierowane przez niego struktury weszły w skład Zrzeszenia Wolność i Niezawisłość (WiN). Po wyborach w 1947 r. uznał dalsze działanie za niecelowe. Ujawnił się wobec władz państwowych, zachęcając do tego swoich podwładnych. Znaczną część pieniędzy organizacji przekazał na pomoc dla rodzin żołnierzy WiN. Wyjechał do Warszawy, gdzie podjął pracę jako nauczyciel WF. W 1950 r. został aresztowany pod zarzutem powrotu do działalności konspiracyjnej. Jednak wypuszczono go po kilku miesiącach. W następnych latach był inwigilowany i wzywany na przesłuchania przez UB. Żonaty z Alicją, miał syna. Został pochowany na  Cmentarzu Wojskowym na Powązkach.